# Шаповалов Іван Михайлович
Іва́н Миха́йлович Шапова́лов — молодший сержант Збройних сил України, учасник російсько-української війни.

## З життєпису
Закінчив ЗОШ села Боромля, навчався у Сумському державному університеті, відслужив строкову службу у лавах ЗСУ. Мобілізований за місцем роботи в серпні 2014-го. У складі 93-ї бригади бився за Донецький аеропорт. Зазнав поранення, лікувався у шпиталі, на уздоровлення чекали дружина та двоє синів — Станіслав і В'ячеслав (2012 та 2014 р.н.)
Від листопада 2018 року — керівник Всеукраїнської спілки учасників бойових дій в АТО «Побратими України» на Тростянеччині.

## Нагороди
За особисту мужність і героїзм, виявлені у захисті державного суверенітету та територіальної цілісності України, вірність військовій присязі під час російсько-української війни, відзначений — нагороджений
- 13 серпня 2015 року — орденом «За мужність» III ступеня.